# Niesamowite opowiastki
Niesamowite opowiastki (ang. Freaky Stories) – kanadyjski serial animowany. Emitowany w języku angielskim na kanale YTV, francuskim na Canal Famille i VRAK.TV w Kanadzie, w Polsce na TVN i telewizji regionalnej m.in. TV 5 Wrocław.
W 1997 roku rozpoczęto emisję serialu, stworzonego przez Steve’a Schniera. W każdym odcinku są trzy opowieści będące mitami i legendami miejskimi, każda z nich rozpoczyna się i kończy zdaniem: "To przydarzyło się naprawdę koledze mojego znajomego/koleżance mojej znajomej…"

## Wersja polska
Wersja polska: dla TVN – Master Film

Tekst: Jan Jakub Wecsile

Czytał: Piotr Borowiec